# Changan Qiyuan E07

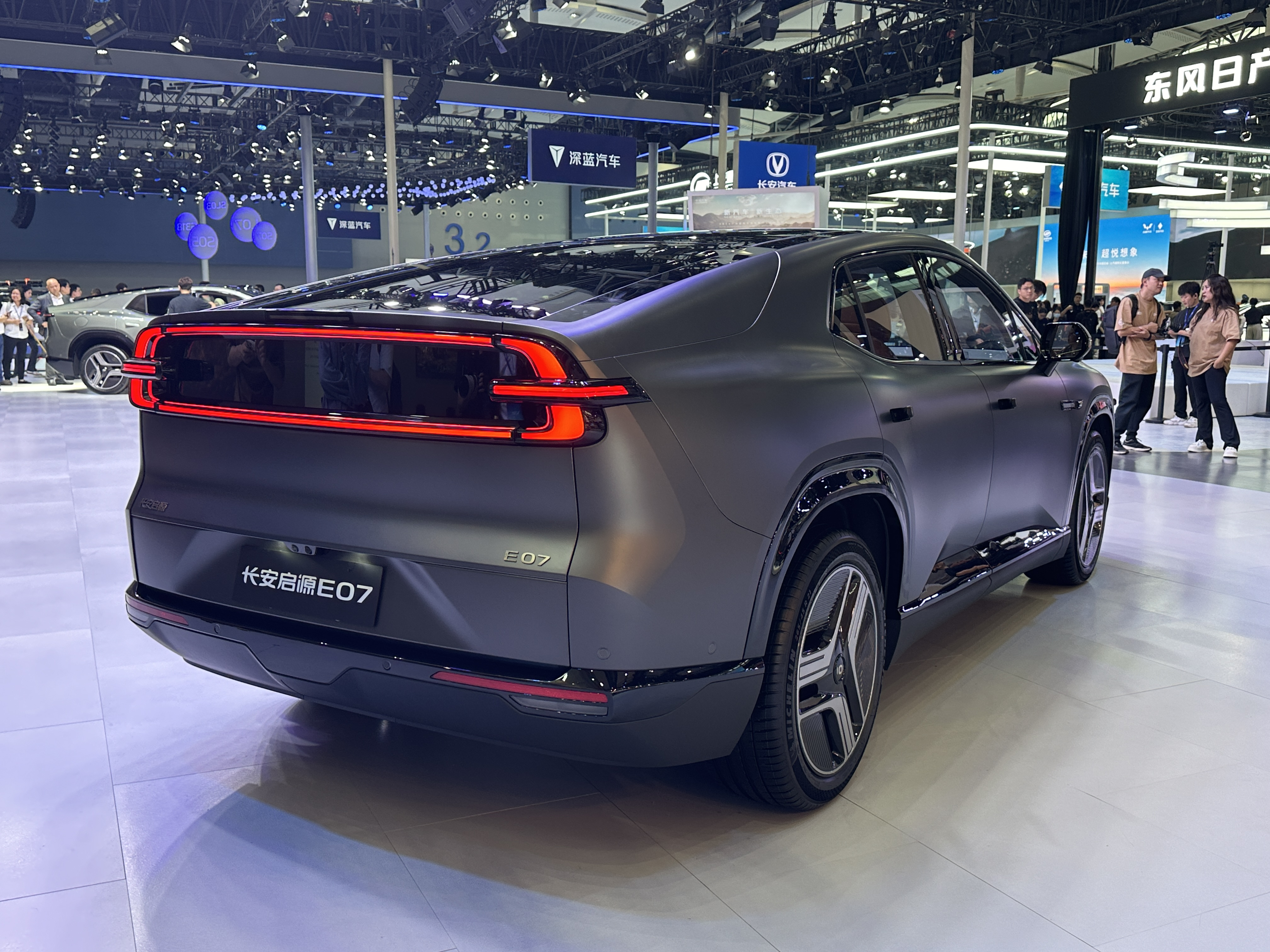
Heckansicht

Der Changan Qiyuan E07 ist ein seit 2024 gebauter Pkw der zu Changan gehörenden Submarke Qiyuan.

## Geschichte
Einen ersten Ausblick auf das Fahrzeug zeigte der Hersteller im September 2023 mit dem Konzeptfahrzeug Changan CD701. Das Serienmodell wurde im Januar 2024 vorgestellt. Seit Oktober 2024 wird das Fahrzeug auf dem chinesischen Heimatmarkt verkauft. Bei der Markenvorstellung von Changan für den europäischen Markt in Mainz im März 2025 war auch der Qiyuan E07 ausgestellt.

## Modelleigenschaften
Der Wagen ist 5,05 Meter lang und hat einen Radstand von 3,12 Meter. Der cw-Wert  beträgt 0,237. Grundsätzlich ist der Qiyuan E07 ein fünfsitziger SUV. Er kann aber auch als Pick-up genutzt werden, indem per Knopfdruck die Heckscheibe im Dach verschwindet. Die Heckklappe öffnet nach unten.
Angetrieben wird das Fahrzeug rein elektrisch, wobei es einen oder zwei Elektromotoren gibt. Optional gibt es noch einen 110 kW (150 PS) starken 1,5-Liter-Ottomotor als Reichweitenverlängerer. Die beiden Akkus mit 39 kWh und 70 kWh sind Lithium-Eisenphosphat-Akkumulatoren, derjenige mit 90 kWh ist ein Nickel-Mangan-Cobalt-Akkumulator. Die Systemspannung liegt bei 800 Volt.
| Kenngrößen                                            | 39 kWh Single Motor           | 39 kWh Dual Motor               | 70 kWh Single Motor           | 90 kWh Single Motor           | 90 kWh Dual Motor             |
| ----------------------------------------------------- | ----------------------------- | ------------------------------- | ----------------------------- | ----------------------------- | ----------------------------- |
| Bauzeitraum                                           | seit 10/2024                  | seit 10/2024                    | seit 10/2024                  | seit 10/2024                  | seit 10/2024                  |
| Motorkenndaten                                        |                               |                                 |                               |                               |                               |
| Motortyp                                              | Elektromotor + R4-Ottomotor   | 2 Elektromotoren + R4-Ottomotor | Elektromotor                  | Elektromotor                  | 2 Elektromotoren              |
| Hubraum                                               | 1497 cm³                      | 1497 cm³                        | —                             | —                             | —                             |
| max. Leistung Elektromotoren                          | 231 kW (314 PS)               | 362 kW (492 PS)                 | 165 kW (224 PS)               | 252 kW (343 PS)               | 440 kW (598 PS)               |
| max. Leistung Verbrennungsmotor                       | 110 kW (150 PS) bei 5000/min  | 110 kW (150 PS) bei 5000/min    | —                             | —                             | —                             |
| max. Drehmoment Elektromotoren                        | 375 Nm                        | 637 Nm                          | 328 Nm                        | 365 Nm                        | 645 Nm                        |
| max. Drehmoment Verbrennungsmotor                     | 220 Nm bei 3200–4200/min      | 220 Nm bei 3200–4200/min        | —                             | —                             | —                             |
| Kraftübertragung                                      |                               |                                 |                               |                               |                               |
| Antrieb                                               | Hinterradantrieb              | Allradantrieb                   | Hinterradantrieb              | Hinterradantrieb              | Allradantrieb                 |
| Getriebe                                              | Festes Übersetzungsverhältnis | Festes Übersetzungsverhältnis   | Festes Übersetzungsverhältnis | Festes Übersetzungsverhältnis | Festes Übersetzungsverhältnis |
| Messwerte                                             |                               |                                 |                               |                               |                               |
| Höchstgeschwindigkeit                                 | 190 km/h                      | 190 km/h                        | 180 km/h                      | 201 km/h                      | 210 km/h                      |
| Beschleunigung, 0–100 km/h                            | 7,1 s                         | 5,15 s                          | 7,9 s                         | 6,7 s                         | 3,96 s                        |
| Kraftstoffverbrauch auf 100 km nach WLTP (kombiniert) | 0,7 l Super                   | 0,8 l Super                     | —                             | —                             | —                             |
| Tankinhalt                                            | 50 l                          | 50 l                            | —                             | —                             | —                             |
| Energieinhalt Akku                                    | 39,1 kWh                      | 39,1 kWh                        | 70,5 kWh                      | 90,0 kWh                      | 90,0 kWh                      |
| elektrische Reichweite nach CLTC                      | 245 km                        | 230 km                          | 551 km                        | 701 km                        | 651 km                        |
| Abgasnorm                                             | China VIb                     | China VIb                       | —                             | —                             | —                             |